# Cirratulus concinnus
Cirratulus concinnus är en ringmaskart som beskrevs av Ehlers 1908. Cirratulus concinnus ingår i släktet Cirratulus och familjen Cirratulidae. Inga underarter finns listade i Catalogue of Life.